# Marzenia dzienne

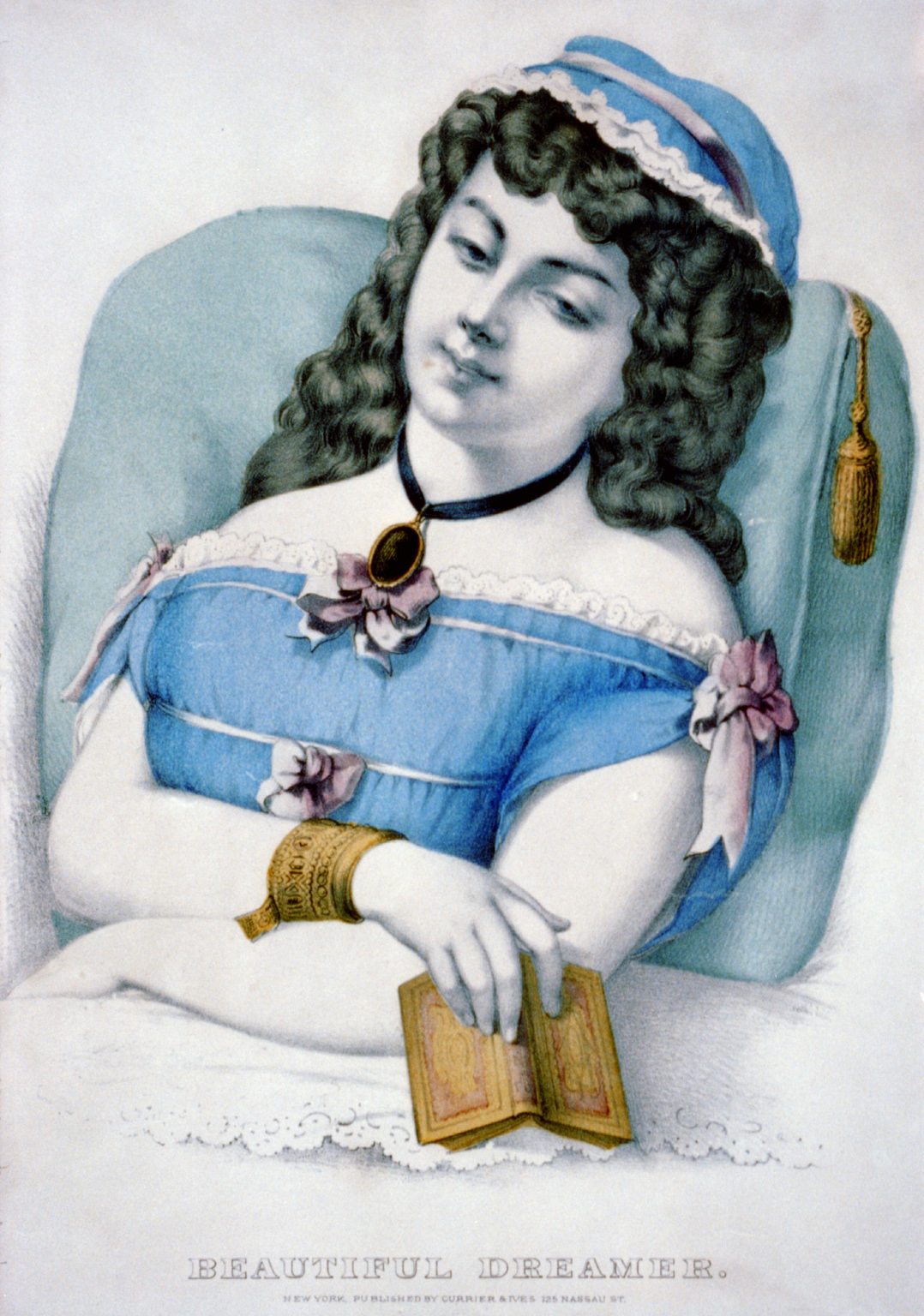
Piękna marzycielka

Marzenia dzienne – fantazje, myśli i wyobrażenia występujące w czasie pełnej świadomości.
Marzenia dzienne mogą dotyczyć przeszłości, teraźniejszości lub przyszłości. Dotyczą różnych tematów, wyróżnia się m.in. marzenia dotyczące sukcesu, czynów bohaterskich, relacji z innymi ludźmi, religijne itp. Dotyczą bardziej złożonych konstruktów myślowych, bądź rzeczy bardzo prozaicznych.
Badania prowadzone przez Jerome'a Singera (Marzenia dzienne) wykazały pewne różnice dotyczące treści marzeń dziennych w zależności od płci, wieku, pozycji społecznej itp. Wpływają one znacząco na funkcjonowanie człowieka. Freud przypisywał im rolę kompensacyjną. Mogą występować jako mechanizm obronny – uciekanie w świat fantazji, eskapizm.